# Vene surrenali
Le vene surrenali sono un paio di vasi venosi che drenano la ghiandola surrenale omolaterale e sfociano, direttamente o indirettamente, nella vena cava inferiore come suoi rami affluenti viscerali.
La vena surrenale destra si porta direttamente alla vena cava, mentre la sinistra sbocca nella vena renale sinistra.